# Michael VI.

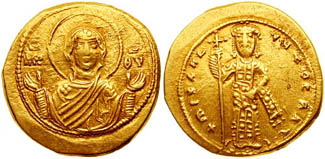
Tetarteron Nomisma des Michael VI.

Michael VI. Stratiotikos (mittelgriechisch Μιχαὴλ ΣΤʹ ὁ Στρατιωτικός) († 1059), auch „Michael der Alte“ genannt, war byzantinischer Kaiser von 1056 bis 1057.

## Leben
Michael  war bereits ein alter Mann, als die Kaiserin Theodora III. ihn kurz vor ihrem eigenen Tod zum Nachfolger bestimmte. Zu Beginn seiner Regierungszeit wurde er mit der Usurpation des Theodosios Monomachos, eines Verwandten des 1055 verstorbenen Kaisers Konstantin IX., konfrontiert, die jedoch scheiterte. 
Angesichts der Rivalität zwischen Beamten- und Militäradel, die das 11. Jahrhundert in der byzantinischen Geschichte prägte, stellte er sich einseitig auf die Seite des Beamtenadels. Laut Michael Psellos, der wichtigsten byzantinischen Sekundärquelle für diese Zeit, soll er bei einer feierlichen Zeremonie zahlreiche Beamte in außergewöhnlichem Ausmaß befördert haben, während er gleichzeitig das gesamte Militär mit einer öffentlichen Rüge versah. Diese in den Augen des Militäradels himmelschreiende Ungerechtigkeit rief eine Gruppe von Militärvertretern um die Offiziere Isaak Komnenos und Nikephoros Bryennios auf den Plan, die den größten Teil des Heeres gegen ihn mobilisierte. 
Nach einer verlorenen Schlacht gegen die Rebellen in Phrygien hatten diese keine Mühe, Michael am 30. August 1057 zur Abdankung zu zwingen. Im Gegensatz zu vielen anderen byzantinischen Kaisern, die ihr Amt vorzeitig verloren haben, ließ man ihn jedoch nicht blenden oder anderweitig verstümmeln, sondern als Mönch in ein Kloster gehen. Dort starb er im Jahr 1059.